# Warner Bros. Studios Leavesden

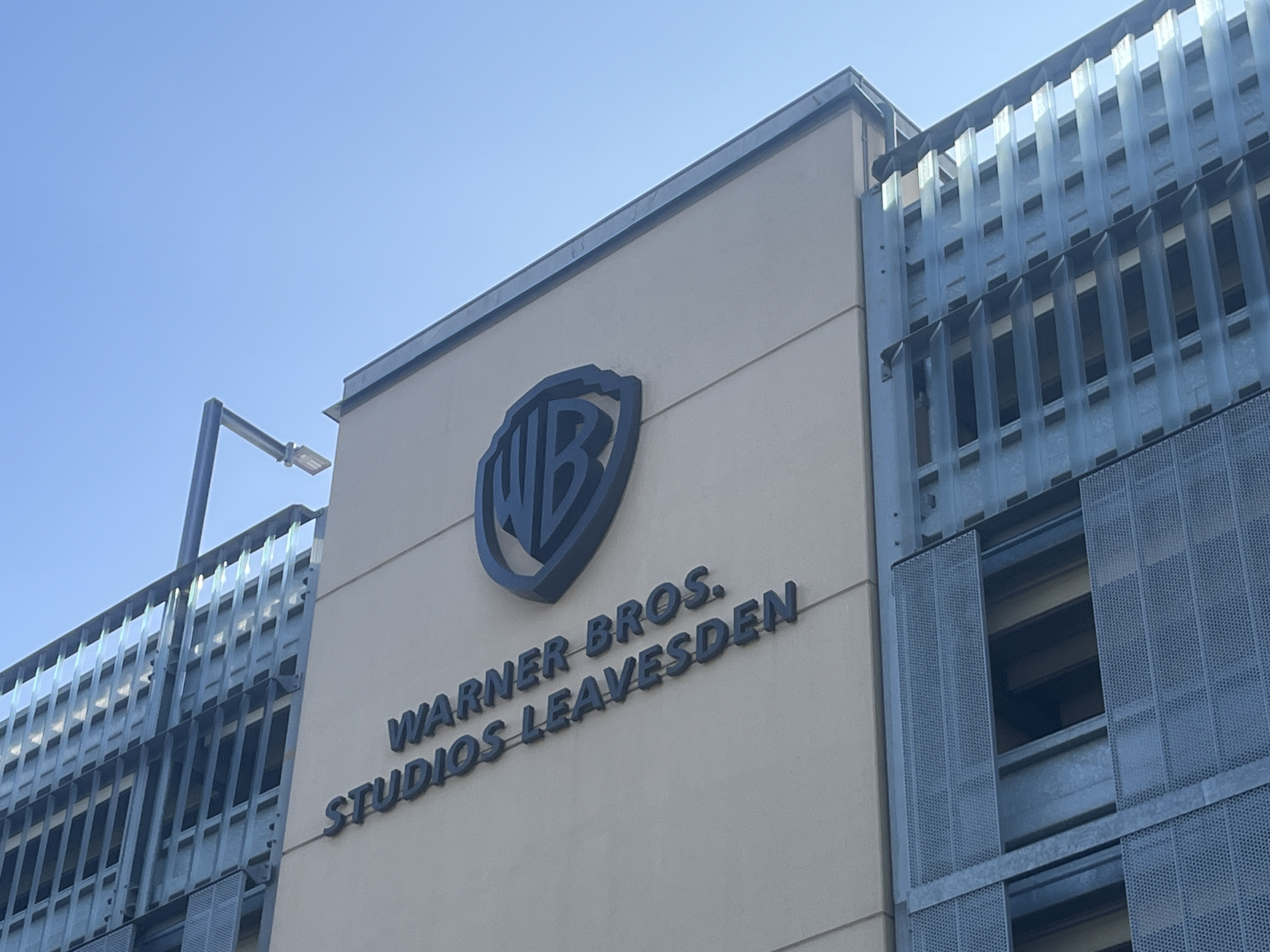
Cartel del estudio en la zona de estacionamientos.

Warner Bros. Studios Leavesden es un complejo de estudios de 80 hectáreas (197,7 acre) situado en el área residencial y comercial Leavesden (Watford, Hertfordshire, Región del Este de Inglaterra). Anteriormente conocido como Leavesden Film Studios y aún coloquialmente como Leavesden Studios o simplemente Leavesden, es un complejo cinematográfico y de medios de comunicación propiedad de Warner Bros. Todos los estudios se reconvirtieron a partir de una fábrica de aviones y aeródromo llamado Leavesden Aerodrome, un centro de producción de aviones británicos durante la Segunda Guerra Mundial. La estación de ferrocarril más cercana es la de Kings Langley, a 1,3 millas (2,1 km).
Los estudios cuentan con aproximadamente 50 000 metros cuadrados (59 799,5 yd²) de espacio flexible que incluye: escenarios, uno de los mayores tanques de agua filtrada y calentada de Europa, oficinas de producción, talleres y edificios de apoyo, junto con un extenso terreno de 32 hectáreas (79,1 acre) que ofrece un horizonte ininterrumpido de 180 grados, favorable para decorados exteriores. Tras una remodelación de 110 millones de libras por parte de Warner Bros., los estudios son ahora una de las instalaciones cinematográficas más grandes y modernas del mundo.
Aunque los estudios son propiedad de Warner Bros., todas sus instalaciones pueden alquilarse para cualquier producción. Desde su adquisición, Warner Bros. ha abierto una atracción pública llamada Warner Bros. Studio Tour London – The Making of Harry Potter, que recibe más de 6 000 visitantes al día en horas punta.

## Historia

### Leavesden Aerodrome
Leavesden Aerodrome fue un aeródromo creado en 1940 por de Havilland Aircraft Company y el Ministerio del Aire en el pueblo de Leavesden, entre Watford y Abbots Langley, en Hertfordshire.
La construcción comenzó en 1940, tras el estallido de la Segunda Guerra Mundial. La empresa de Havilland, con sede en la cercana localidad de Hatfield, firmó un contrato con el Ministerio del Aire para producir lo que se conocería como el avión bombardero de Havilland DH.98 Mosquito. En el aeródromo de la compañía en Hatfield no había espacio para los hangares de gran tamaño necesarios para producir la enorme cantidad de aviones que se necesitaban, por lo que el Ministerio de Suministros requisó este nuevo sitio en Leavesden, que en aquel momento era un terreno vacío de la Watford Corporation, y lo convirtió en el complejo que es hoy. La construcción fue enormemente costosa, por lo que partes del terreno se arrendaron al London Aircraft Production Group y al Second Aircraft Group. Bajo la dirección de Handley Page, otro fabricante de aviones de Hertfordshire contratado por el Ministerio del Aire, estos grupos produjeron el bombardero pesado Handley Page Halifax. Como resultado, al final de la guerra Leavesden Aerodrome era, por volumen, la mayor fábrica del mundo.
Ambos aviones fueron éxitos decisivos para Gran Bretaña durante el conflicto. Debido a la gran prioridad que se dio a la producción de aviones, se reclutó a un gran número de trabajadores con poca experiencia o formación en la producción aeronáutica, y más de la mitad de la mano de obra acabó siendo femenina. Como parte de la construcción de la fábrica de aviones se creó una pista de aterrizaje, primero para que los aviones pudieran ser probados y más tarde para llevar las naves a sus destinos finales. La pista de aterrizaje y la torre de control siguen en pie hoy en día, incluso después de dos grandes renovaciones, en un esfuerzo por preservar la historia del lugar. La pista es ahora la carretera principal que atraviesa el complejo y la torre es actualmente una sala de observación.
Después de la guerra, el aeródromo fue adquirido en su totalidad por de Havilland, que a su vez tuvo una sucesión de propietarios en las décadas siguientes, incluyendo Hawker Siddeley a partir de 1959. En última instancia, ellos y el sitio fueron adquiridos por Rolls-Royce, que continuó la producción y el diseño de motores de helicópteros. El aeródromo también fue utilizado por pequeñas aeronaves comerciales, ya que se encuentra cerca de las autopistas M1 y M25. Sin embargo, a principios de la década de 1990, la industria manufacturera británica estaba en declive y Rolls-Royce había vendido sus intereses en el sitio y trasladado todo el trabajo a sus instalaciones de Bristol. Ante la imposibilidad de encontrar un nuevo propietario, en 1994 Leavesden Aerodrome quedó en desuso y prácticamente abandonado.

### Leavesden Studios
En 1994, GoldenEye (1995), la película de la franquicia de James Bond de Eon Productions, iba a ser la siguiente de la saga. Pinewood Studios, su sede tradicional, estaban llenos con otras producciones, sin estar preparados para el inesperado regreso de la franquicia (la producción se había retrasado varios años debido a problemas legales entre Metro-Goldwyn-Mayer y Eon Productions). Ante la falta de tiempo para encontrar un espacio en el que pudieran construir el número de decorados a gran escala necesarios, la producción descubrió el desocupado Leavesden. Los hangares de aviones, anchos, altos y abiertos, eran especialmente adecuados para convertirlos en escenarios cinematográficos. Eon Productions alquiló el lugar durante la filmación y se dedicó a desmantelar las fábricas para convertirlas en escenarios, talleres y oficinas que necesitaba un estudio de esta índole. Miembros del equipo de producción, impresionados por el enorme tamaño del complejo que de repente tenían para ellos solos, bromeaban llamando a lugar Leavesden Cubbywood, en honor al productor de Eon Productions Albert R. «Cubby» Broccoli.
Leavesden Studios, como fue rebautizado el lugar por sus propietarios, se hizo popular rápidamente tras finalizar el rodaje de GoldenEye. En 1997 se rodó la primera precuela de Star Wars, La amenaza fantasma (1999), y más tarde Sleepy Hollow (1999), de Tim Burton.

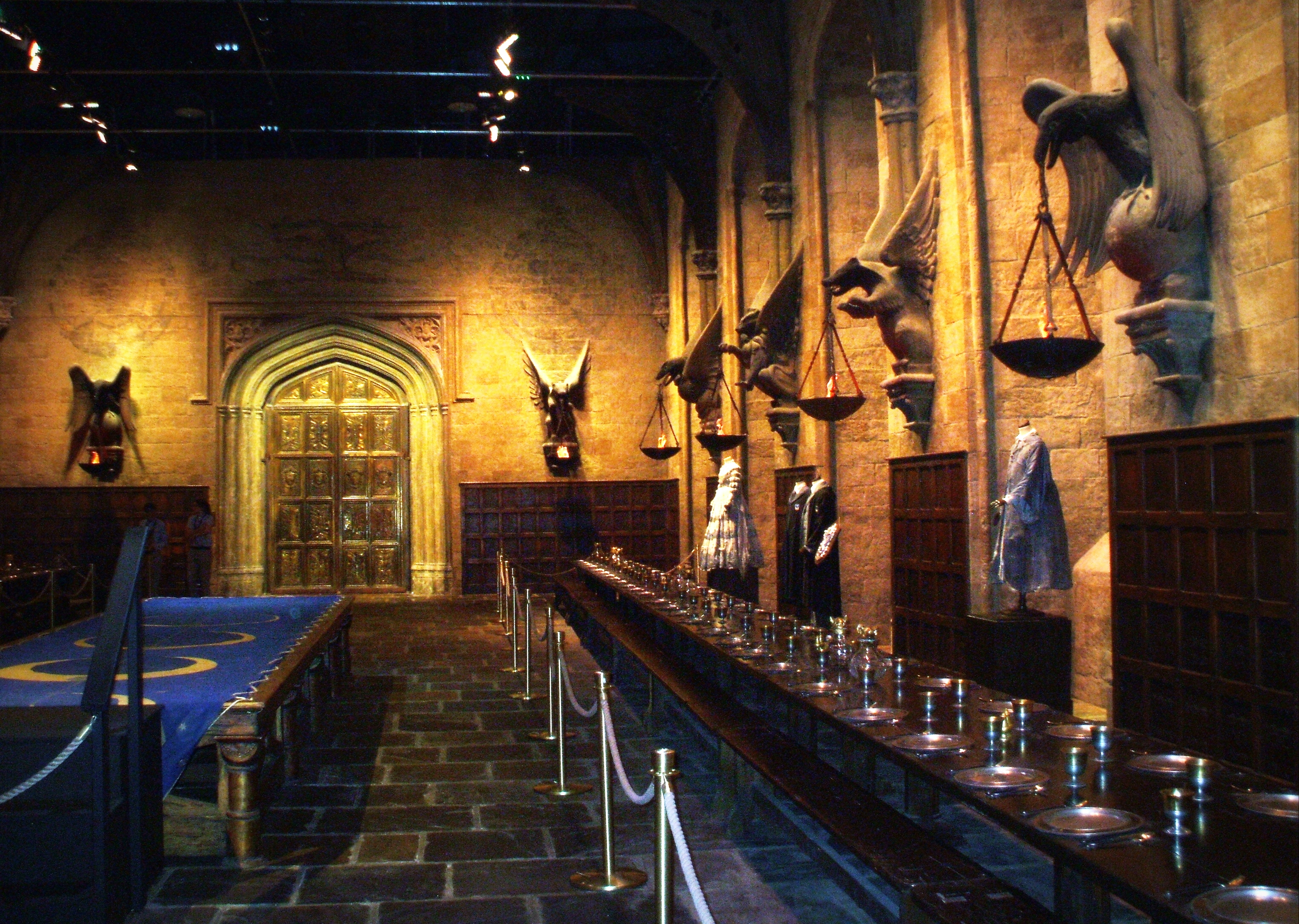
Plató del Gran Salón de Hogwarts en Warner Bros. Studio Tour London – The Making of Harry Potter, inspirado vagamente en la sala del Christ Church en Oxford.

En el año 2000, Heyday Films adquirió las instalaciones en nombre de Warner Bros. para rodar la primera de una serie de películas, Harry Potter y la piedra filosofal (2001). Todas las películas de Harry Potter se rodaron en los Leavesden Studios durante los diez años siguientes.
Aunque otras producciones —casi exclusivamente de Warner Bros.— utilizaron parcialmente los estudios, la mayor parte del espacio lo ocuparon los decorados permanentes de Harry Potter. De hecho, algunas películas, como Sweeney Todd: The Demon Barber of Fleet Street (2007) y Sherlock Holmes (2009), utilizaron algunos de sus decorados, ya que eran lo bastante apropiados para su ambientación y tono victorianos. Sin embargo, durante este tiempo se observó que había algunas formas de mejorar las instalaciones del recinto. Ninguno de los escenarios estaba debidamente insonorizado y los techos de la época de la Segunda Guerra Mundial tenían tendencia a gotear cuando llovía.
Uno de los decorados exteriores más notables construidos en el recinto fue una hilera de diez casas (cinco por lado) a lo largo de una calle, que se creó para representar Privet Drive en la saga de Harry Potter.
El 21 de marzo de 2010, se produjo un incendio en uno de los decorados de Hogwarts durante el rodaje de Harry Potter y las reliquias de la Muerte: parte 2 (2011), pero no se produjeron daños graves. Es mismo año, cuando dicha película estaba a punto de completar su filmación, Warner Bros. anunció su intención de adquirir el estudio como base europea permanente, el primer estudio que lo hacía desde Metro-Goldwyn-Mayer en los años 1940.

### Warner Bros. Studios Leavesden

El logo de Warner Bros. Studios Leavesden.

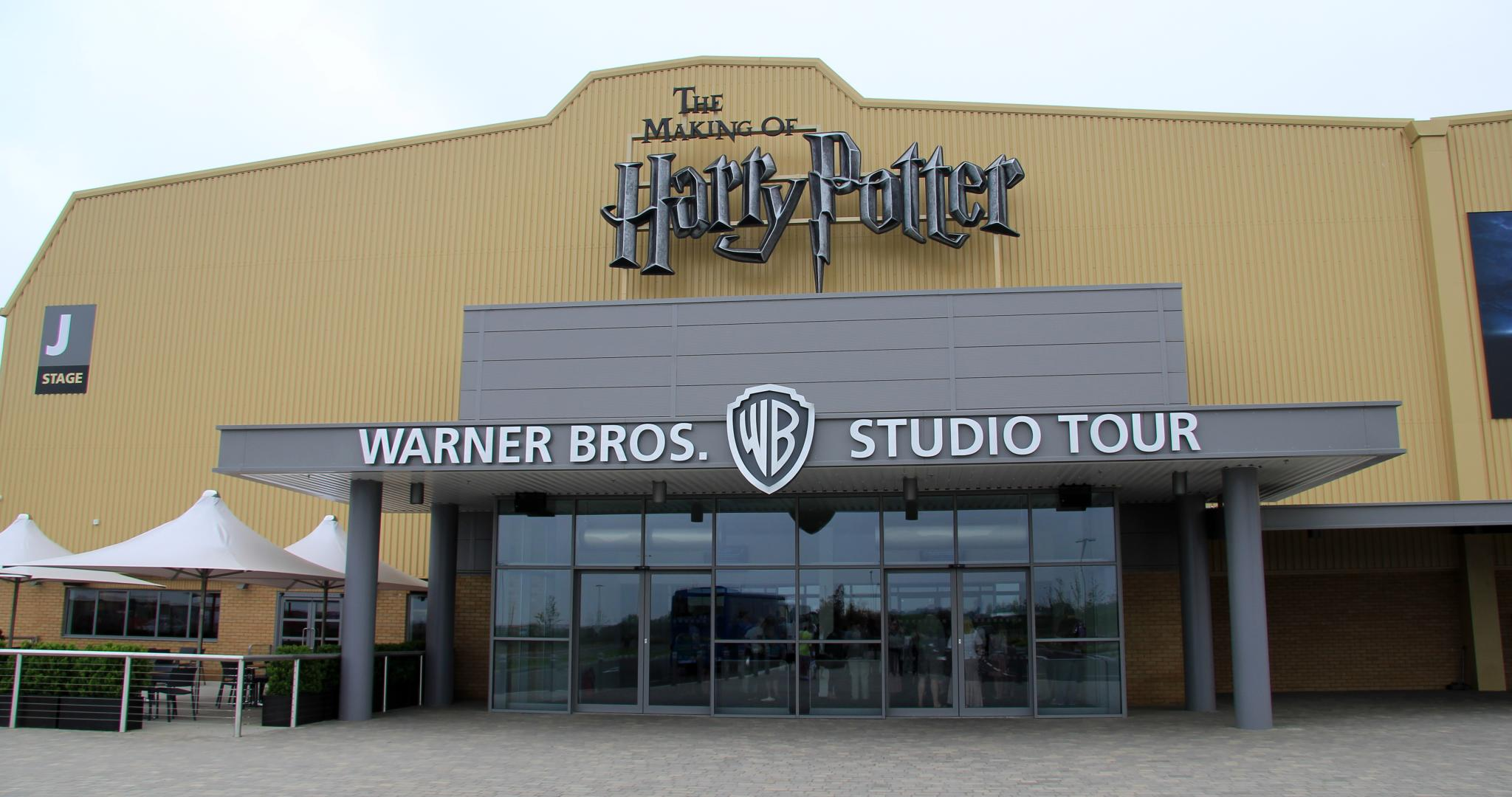
La entrada al Warner Bros. Studio Tour London – The Making of Harry Potter.

En noviembre de 2010, Warner Bros. completó la compra de Leavesden Studios y anunció sus planes de invertir más de 100 millones de libras en el lugar que habían ocupado durante más de diez años, rebautizándolo como Warner Bros. Studios Leavesden. Los estudios convierten a Warner Bros. en el único estudio cinematográfico de Hollywood con una base permanente en el Reino Unido.
Gran parte de la remodelación consistió en convertir los escenarios A a H en escenarios sonoros y equipar todas las instalaciones con los accesorios de mayor gama que pudiera necesitar una producción. La pista y la torre de control de la época del aeródromo permanecen intactas, al igual que todas las estructuras originales de los edificios. La remodelación y renovación a gran escala de las instalaciones de producción se completó y los estudios volvieron a operar en cine y televisión en 2012.
Como parte de esta remodelación, Warner Bros. también creó dos platós de sonido completamente nuevos, J y K, para albergar una exposición pública permanente llamada Warner Bros. Studio Tour London – The Making of Harry Potter, que creó 300 nuevos puestos de trabajo en la zona.
La primera película que empezó a rodarse en los estudios recién reformados fue Al filo del mañana (2014). Aunque los estudios son de propiedad privada, los espacios de rodaje están disponibles en alquiler para cualquier producción.
El 30 de junio de 2014, Warner Bros. anunció la ampliación del estudio, construyendo tres nuevos escenarios de última generación y añadiendo otros 10 000 metros cuadrados (11 959,9 yd²) de espacio de oficinas. Los anuncios se hicieron después de una recepción para celebrar a las industrias creativas, presentada por el primer ministro David Cameron, a la que asistió el director ejecutivo de Warner Bros Entertainment, Kevin Tsujihara, y su jefe de operaciones en Reino Unido, Josh Berger. El trío de nuevos estudios de sonido de Leavesden consta de un edificio de 3250 metros cuadrados (3887,0 yd²) y dos edificios de 1575 metros cuadrados (1883,7 yd²), junto con 1860 m² (2224,5 yd²) de espacio de oficinas adyacentes que se completaron a finales de 2014. Ese mismo día comenzó en el estudio el rodaje de la película de acción real La leyenda de Tarzán (2016). Tras las reformas, los estudios son ahora una de las instalaciones cinematográficas más grandes y modernas del mundo.

### Inauguración real
Casi veinte años después de que el complejo pasara de aeródromo a estudios cinematográficos —y más de un año desde la finalización de las reformas—, el duque y la duquesa de Cambridge inauguraron oficialmente el recinto el 26 de abril de 2013. En su visita, les acompañaron el hermano del duque, el príncipe Harry, y J. K. Rowling (que no había podido asistir a la gran inauguración del recorrido el año anterior), entre otros invitados. Varios centenares de beneficiarios de organizaciones benéficas recibieron invitaciones para la gira el día de la visita. La comitiva real visitó tanto el recorrido como los estudios, y contempló el atrezzo y el vestuario de las películas de Batman de Christopher Nolan, antes de llevar a cabo la inauguración del lugar.

### Incendio en 2019
El 10 de julio de 2019, se expandió un incendio en uno de los platós del estudio, y los socorristas tardaron 15 horas en extinguirlo. Un plató de la serie de televisión de HBO Avenue 5 resultó dañado en el incidente.

## Producciones
Entre las películas que han utilizado las instalaciones figuran:

### Años 1990
- GoldenEye (1995)
- Mortal Kombat: Aniquilación (1997)
- An Ideal Husband (1999)[26]
- Onegin (1999)
- Sleepy Hollow (1999)
- Star Wars: Episodio I - La amenaza fantasma (1999)

### Años 2000
- Harry Potter y la piedra filosofal (2001)
- Harry Potter y la cámara secreta (2002)
- Die Another Day (2002)[27]
- Harry Potter y el prisionero de Azkaban (2004)
- Harry Potter y el cáliz de fuego (2005)
- Harry Potter y la Orden del Fénix (2007)
- Sweeney Todd: The Demon Barber of Fleet Street (2007)
- The Dark Knight (2008)[28]
- Harry Potter y el misterio del príncipe (2009)
- Sherlock Holmes (2009)

### Años 2010
- Harry Potter y las reliquias de la Muerte: parte 1 (2010)
- Inception (2010)
- Harry Potter y las reliquias de la Muerte: parte 2 (2011)
- Sherlock Holmes: Juego de sombras (2011)
- The Invisible Woman (2013)
- Al filo del mañana (2014)
- Jack Ryan: Shadow Recruit (2014)
- Paddington (2014)
- 300: Rise of an Empire (2014)
- En el corazón del mar (2015)
- El destino de Júpiter (2015)
- Kingsman: The Secret Service (2015)
- The Man from U.N.C.L.E. (2015)
- Misión imposible: nación secreta (2015)
- Pan (2015)
- Animales fantásticos y dónde encontrarlos (2016)[29]
- Jason Bourne (2016)
- La leyenda de Tarzán (2016)
- Alien: Covenant (2017)
- The Current War (2017)
- Darkest Hour (2017)
- Liga de la Justicia (2017)[30]
- King Arthur: Legend of the Sword (2017)
- Kingsman: The Golden Circle (2017)
- La momia (2017)
- Paddington 2 (2017)
- Wonder Woman (2017)
- Bohemian Rhapsody (2018)
- Animales fantásticos: los crímenes de Grindelwald (2018)
- Hunter Killer (2018)
- Mission: Impossible - Fallout (2018)
- Mowgli: Legend of the Jungle (2018)
- Overlord (2018)
- Ready Player One (2018)
- Tomb Raider (2018)
- Cats (2019)
- Pokémon: Detective Pikachu (2019)
- Fast & Furious Presents: Hobbs & Shaw (2019)
- The Kid Who Would Be King (2019)
- Men in Black: International (2019)
- Spider-Man: lejos de casa (2019)

### Años 2020
- Festival de la Canción de Eurovisión: La historia de Fire Saga (2020)
- Las brujas (2020)
- Wonder Woman 1984 (2020)[31]
- Tom & Jerry (2021)
- Liga de la Justicia de Zack Snyder (2021)
- F9 (2021)
- Venom: Let There Be Carnage (2021)
- Last Night in Soho (2021)
- Agentes 355 (2022)
- The Batman (2022)[32][33]
- Animales fantásticos: los secretos de Dumbledore (2022)
- Fast X (2023)
- The Flash (2023)
- Misión imposible: Sentencia mortal - Parte 1 (2023)
- Barbie (2023)
- Meg 2: The Trench (2023)
- Wonka (2023)
- Aquaman y el Reino Perdido (2023)
- Ghostbusters: Frozen Empire (2024)
- A Quiet Place: Day One (2024)
- Beetlejuice Beetlejuice (2024)
- Apartment 7A (2024)
- Venom: El último baile (2024)
- Blitz (2024)
- Wicked (2024)
- Kraven the Hunter (2024)
- El abismo secreto (2025)
- Mickey 17 (2025)
- Fountain of Youth (2025)
- Misión imposible: Sentencia final (2025)
- The Running Man (2025)
- Supergirl: Woman of Tomorrow (2026)
- Película sin título de J. J. Abrams [ en ] (próximamente)[34]

Entre los programas de televisión que han utilizado las instalaciones figuran:
- Longitude (2000)
- Pennyworth (2019–2022)
- Avenue 5 (2020–2022)
- The Sandman (temporada 1)
- La casa del dragón (2022–presente)
- You (temporada 4)
- El régimen (2024)
- The Franchise (2024)
- The Agency (2024)
- Euphoria (temporada 3)
- Harry Potter (próximamente)

Entre los parques temáticos con metrajes que hicieron uso de las instalaciones figuran:
- Harry Potter and the Forbidden Journey (2010)
- Harry Potter and the Escape from Gringotts (2014)
- Hagrid's Magical Creatures Motorbike Adventure (2019)

## Recorrido por los estudios

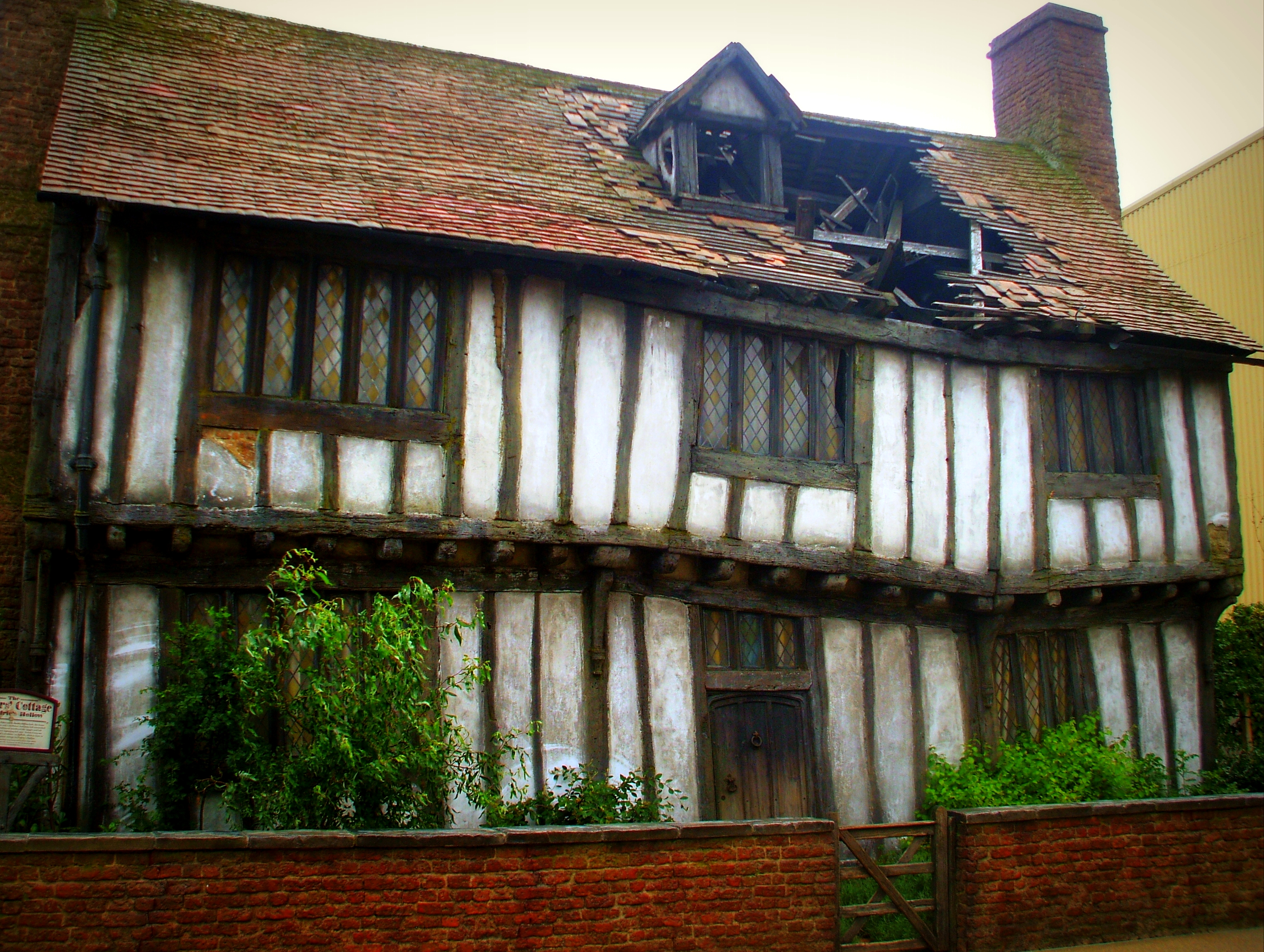
La casa de los Potter en el Valle de Godric.

Warner Bros. Studio Tour London – The Making of Harry Potter es una atracción pública situada en Leavesden (Hertfordshire, Inglaterra). Se trata de una exposición entre bastidores de las películas de Harry Potter.
El recorrido por el estudio se abrió al público a principios de 2012. Al acto de inauguración asistieron muchos de los miembros del elenco y equipo de la serie de películas de Harry Potter.
Cada sesión suele durar tres horas y media,[cita requerida] y tiene capacidad para recibir hasta 8 000 visitantes al día. A pesar de que Warner Bros. es el estudio detrás de Harry Potter, el recorrido no está concebido como un parque temático, ya que Warner Bros. vendió la licencia a Universal Studios.
Aunque la visita estándar es autoguiada, hay disponibles varias versiones guiadas por un coste adicional.

### Creación

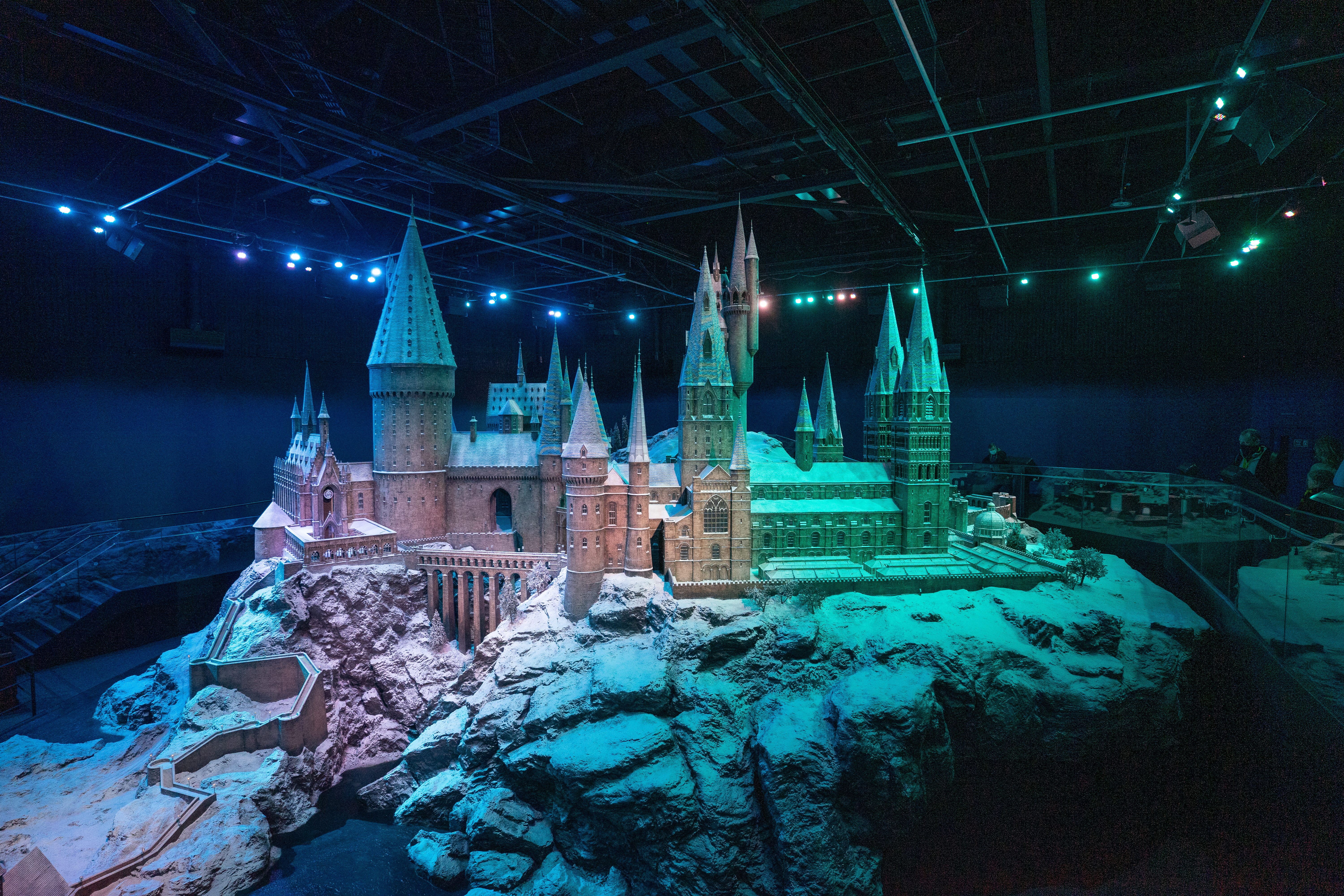
La maqueta a escala 1:24 de Hogwarts.

Ya en 2001, tras el éxito de la primera película, Warner Bros. planeó construir una atracción dedicada a la saga en el lugar, por lo que comenzó a almacenar objetos de las películas cuando ya no se utilizaban.[cita requerida]
El diseño y la presentación general de la visita han corrido a cargo de Thinkwell Group, con sede en Los Ángeles, en estrecha colaboración con Warner Bros. y los propios cineastas, como el diseñador de producción Stuart Craig, la escenógrafa Stephenie McMillan, el diseñador de criaturas Nick Dudman y el supervisor de efectos especiales John Richardson. Solamente incluye decorados, utilería y vestuario que se crearon o utilizaron en la producción de la serie de películas de Harry Potter: escenarios como el Gran Comedor, el despacho de Albus Dumbledore, el callejón Diagon, el Ministerio de Magia, la sala común y el dormitorio de los chicos de Gryffindor, la cabaña de Rubeus Hagrid y una maqueta a escala 1:24 del castillo de Hogwarts.

### Recepción
Desde su apertura en 2012, TripAdvisor ha informado de que Warner Bros. Studio Tour London – The Making of Harry Potter ha sido la atracción mejor valorada del mundo cada año desde entonces.[cita requerida]

### Ampliaciones
Warner Bros. ha continuado presentando funciones especiales siguiendo una rotación estacional, como Hogwarts con nieve (invierno). Algunas instalaciones, como el Wand Choreography Interactive y el interior del último decorado de No. 4 Privet Drive Exterior, han sido tan populares que han permanecido después del cierre de sus respectivas funciones.
En enero de 2015, se anunció la primera ampliación de la atracción: una nueva sección del andén nueve y tres cuartos, donde los visitantes pueden subir a los vagones originales detrás de la locomotora de vapor del Expreso de Hogwarts utilizada en las películas. El montaje incluye la locomotora GWR 4900 Class 5972 Olton Hall (representada como 5972 Hogwarts Express) y el tren British Rail Mark 1 que aparecía en las películas, traído a la vida por el equipo de efectos especiales de John Richardson. Por último, una nueva experiencia en pantalla verde ilustra cómo es trabajar en las películas desde el punto de vista de un actor. Esta sección se inauguró a finales de marzo de 2015.
El recorrido en Warner Bros. Studios Burbank ha pasado a llamarse Warner Bros. Studio Tour Hollywood (antes conocido como Warner Bros. Studios VIP Tour). Warner Bros. ha modificado el recorrido, ofreciendo más instalaciones y opciones a los visitantes. La ampliación más reciente, Warner Bros. Studio Tour Tokyo, fue inaugurada en 2023.